# NV1
NV1은 엔비디아의 첫 번째 그래픽 가속기로, 1995년 5월에 발표되어 그해 말에 멀티미디어 PCI 카드 형태로 출시되었다. SGS-톰슨 마이크로일렉트로닉스에서 제조했으며, 때로는 STG2000이라는 모델명으로 출시되었다. 이 칩은 다이아몬드를 통해 다이아몬드 엣지 3D 카드로 소매 판매되었다. NV1은 경쟁사들이 선호하던 삼각형 기본 도형과 달리 2차 텍스처 매핑을 사용한 점이 특징이었다. 2차 곡면을 사용하면 세가 새턴 게임을 이식할 수 있었지만, NV1이 출시된 후 마이크로소프트는 DirectX가 삼각형 기본 도형만을 지원할 것이라고 발표했다. 그 결과 NV1은 시장에서 입지를 다지는 데 실패했다.
NV1 카드는 2D/3D 그래픽 코어와 비디오 램 또는 FPM DRAM 메모리 외에도 32채널 재생 전용 사운드 카드 기능을 통합했으며, 조이스틱 포트와 두 개의 세가 새턴 컨트롤러 포트를 갖추고 있었다. 이 때문에 그래픽 카드와 사운드 블라스터 호환 오디오 카드를 모두 대체하는 "멀티미디어 카드"로 IBM PC 호환 시스템에 판매되었다. 그러나 이로 인해 가격이 비싸졌고, 이미 많은 컴퓨터 사용자들이 사운드 카드를 소유하고 있었기 때문에 올인원 설계는 시장 매력을 더욱 떨어뜨렸다.
NV2는 세가의 드림캐스트용으로 개발된 후속 칩이었으나, 결국 폐기되었다. 엔비디아는 다음 제품인 리바 128에서 삼각형 기본 도형을 채택하고 오디오 기능을 제거하여 초점을 전환했다. Direct3D와의 이러한 정렬과 간소화된 설계는 리바 128을 성공으로 이끌었다.

## 역사
판처 드라군과 버추어 파이터 리믹스와 같은 여러 세가 새턴 게임이 PC에서 NV1 호환 버전으로 변환되었다. 그러나 NV1은 여러 경쟁 독점 표준으로 가득 찬 시장에서 고전했으며, 저가형 S3 그래픽스 ViRGE, 매트록스 미스틱, ATI 레이지, 렌디션 Vérité V1000 등 초기 진입자들 사이에서 등장하는 삼각형 폴리곤 기반 2D/3D 가속기에 의해 소외되었다. 유망하고 흥미로운 장치임에도 불구하고 궁극적으로 잘 팔리지 않았다.

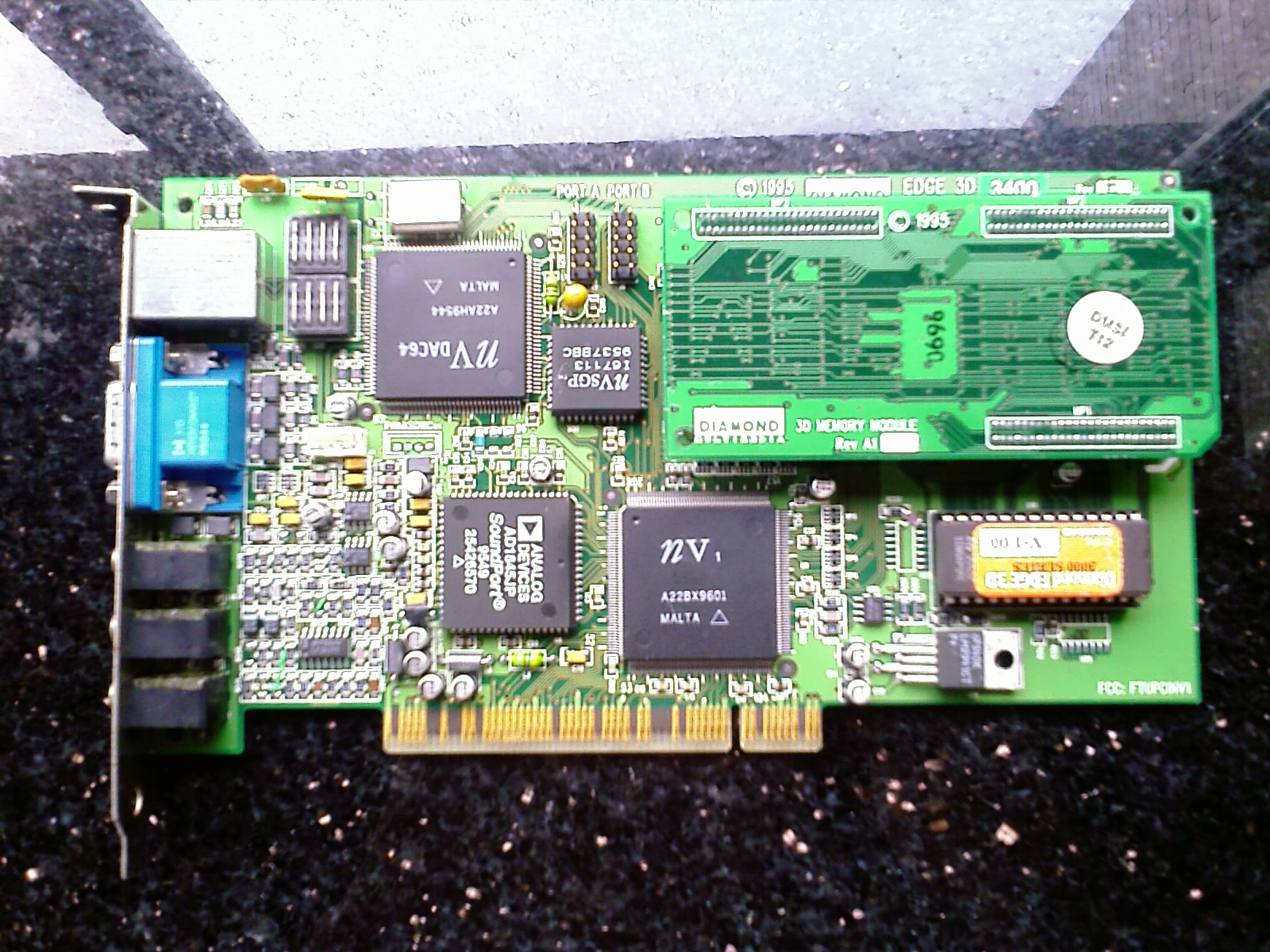
다이아몬드 EDGE 3D 3400

NV1의 가장 큰 초기 문제는 비용과 전반적인 품질이었다. 신뢰할 수 있는 3D 성능을 제공했지만, 2차 곡면 사용은 인기가 없었고 일반적인 폴리곤 렌더링과는 상당히 달랐다. 카드 오디오 부분은 단지 수용 가능한 평가를 받았으며, 일반 MIDI는 기껏해야 미지근한 반응을 얻었다 (경쟁 제품이 생산하는 우수한 음질로 인해 당시에는 중요한 구성 요소였다). 세가 새턴 콘솔은 소니의 플레이스테이션이나 세가의 이전 메가 드라이브에 비해 시장 실패였고, 따라서 이러한 게임패드의 독특하고 다소 제한적인 지원은 이점이 제한적이었다. 엔비디아는 이러한 일반적으로 분리된 모든 구성 요소를 통합함으로써, 카드가 3D 가속 전용으로 설계되었을 때보다 비용을 상당히 높였다.
NV1 출시 시점에는 VLB/ISA (486s)에서 PCI (펜티엄 및 후기 486 보드)로의 전환이 이루어지고 있었고, 당시 PC는 저장 공간 및 처리 능력 제한으로 인해 대규모 디지털 오디오 재생이 일반적으로 불가능했기 때문에 게임은 종종 음악에 MIDI를 사용했다. 최상의 음악 및 음질, 그리고 MS-DOS 오디오 표준과의 유연성을 위해서는 종종 2개의 사운드 카드를 사용하거나 MIDI 도터 카드 커넥터가 있는 사운드 카드가 필요했다. 또한 NV1의 2D 속도와 품질은 당시 사용 가능한 많은 고급 시스템, 특히 게임에 중요한 DOS 그래픽 속도와 경쟁력이 없었다. 많은 고객들은 종종 정교하게 구성된 시스템 설정을 값비싼 올인원 보드로 교체하는 데 관심이 없었고, 따라서 NV1의 높은 통합은 단순히 불편함 때문에 판매에 악영향을 미쳤다.

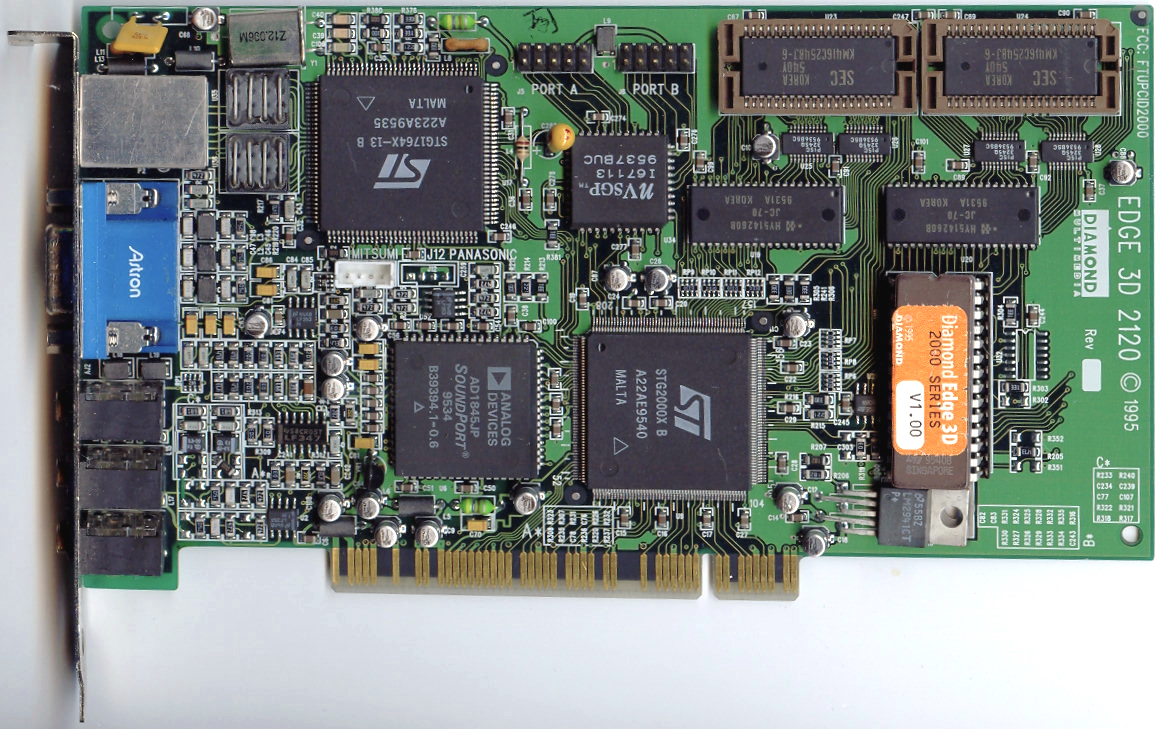
다이아몬드 EDGE 3D 2120

마이크로소프트가 삼각형 폴리곤 렌더링 기반의 DirectX 사양을 발표하면서 제품에 대한 시장 관심은 빠르게 사라졌다. 마이크로소프트가 NV1과 일반적으로 호환되지 않는 주요 산업 지원 API를 출시하면서 엔비디아의 시장 주도권에 대한 희망은 즉시 끝났다. 2차 곡면으로 렌더링된 원형 구체가 좋아 보였지만, 2차 텍스처 맵을 사용하는 것은 매우 어렵다는 것이 경험으로 증명되었다. 간단한 루틴을 계산하는 것조차 문제가 되었다. 엔비디아는 제한적인 Direct3D 지원을 겨우 구축했지만, 느리고 버그가 많았으며(소프트웨어 기반), 시장에 나와 있는 기본 삼각형 폴리곤 하드웨어와는 비교가 되지 않았다.
이후 NV1 2차 곡면 관련 개발은 NV2라는 이름으로 내부적으로 계속되었다.

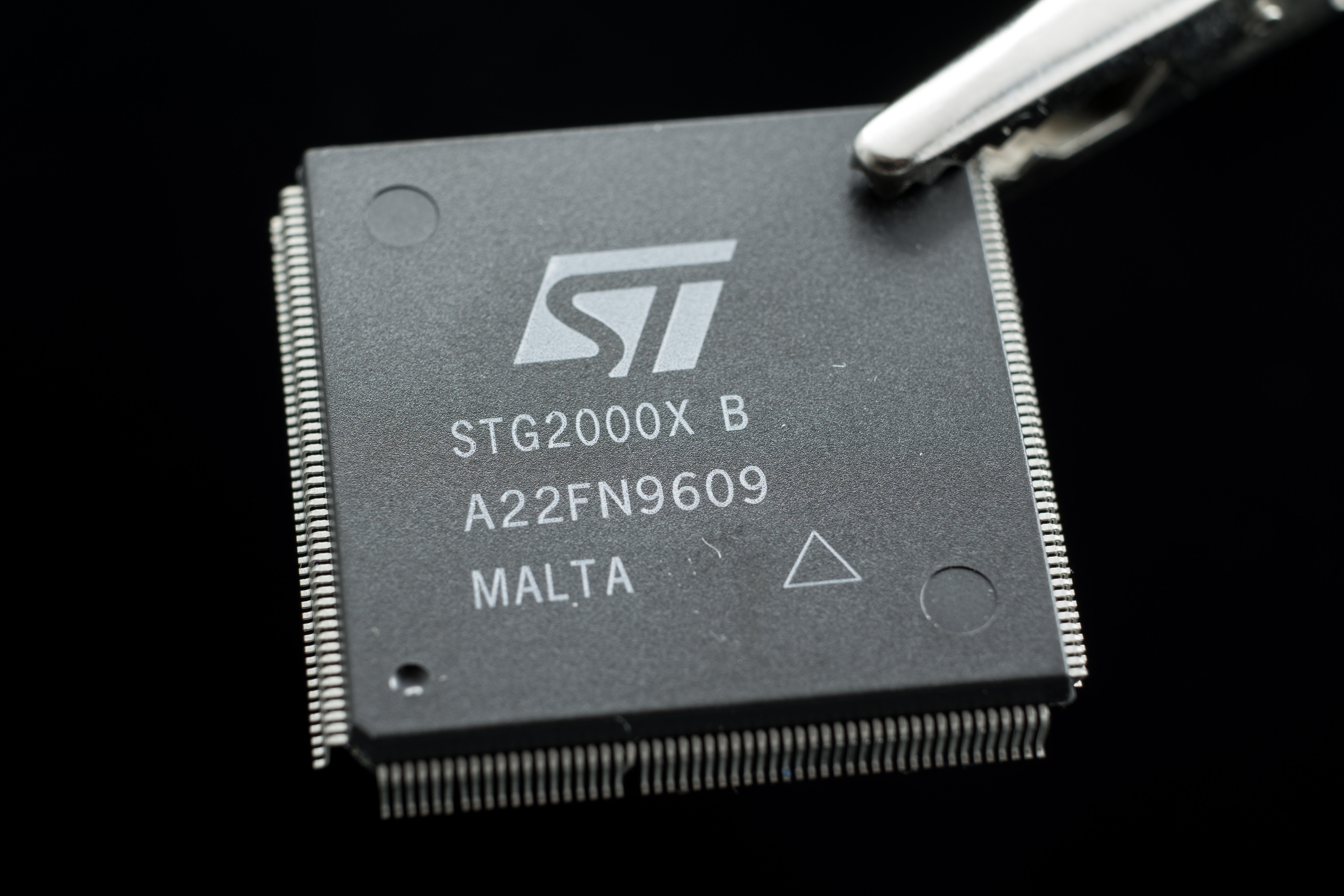
NV1
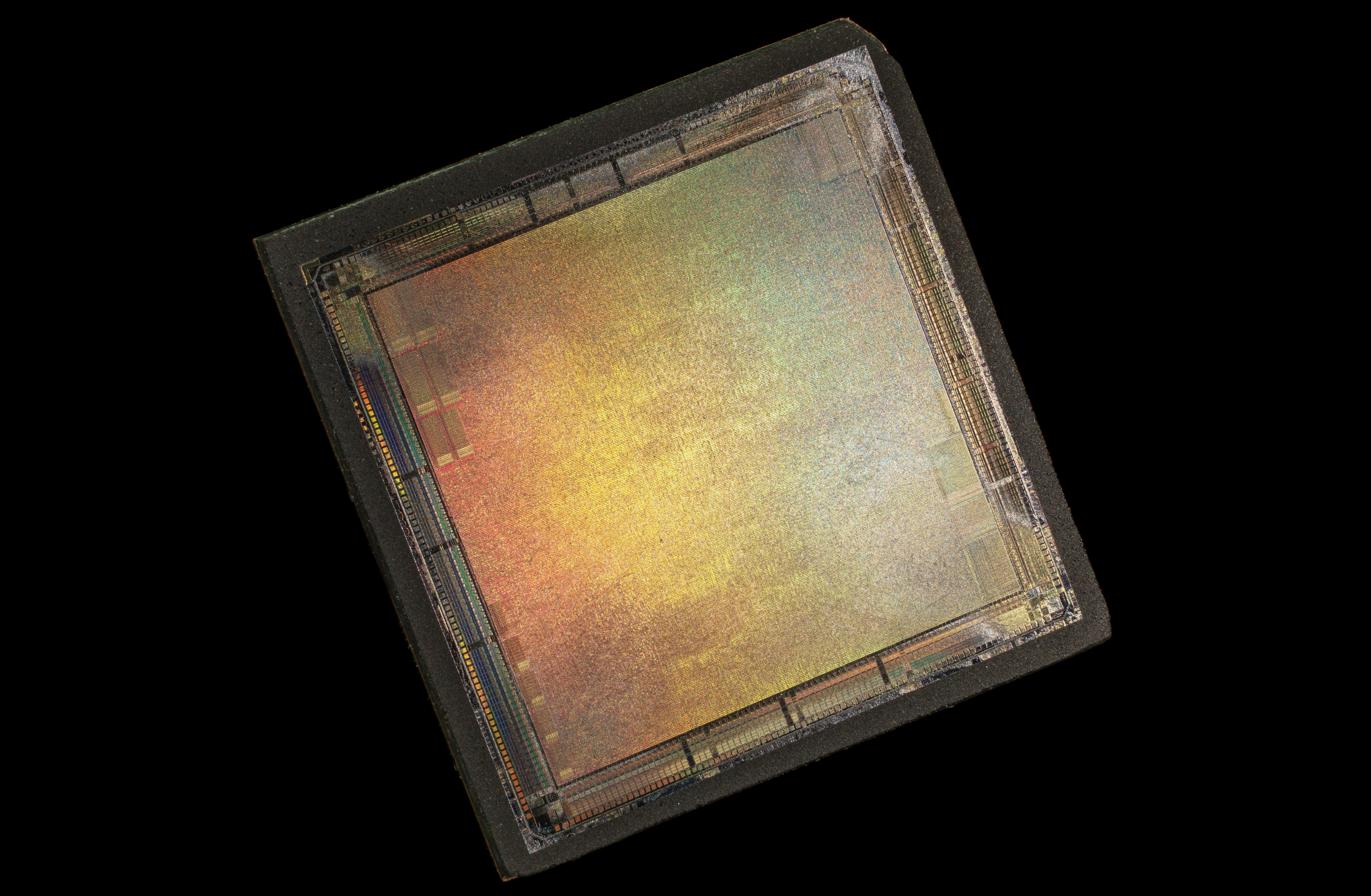
NV1의 다이 샷

## NV2
NV2는 엔비디아의 두 번째 PC 3차원 가속기 그래픽 칩이 될 예정이었으나, 완성되기 전에 취소되었다. NV1의 후속작으로 계획되었다.
NV2는 전작의 특이한 2차 곡면 3D 렌더링 아키텍처를 기반으로 했다. 엔비디아와 세가 간의 아케이드 및 새턴 콘솔 타이틀을 PC 플랫폼으로 이식하는 과정에서 형성된 관계 때문에 처음에는 세가의 드림캐스트 콘솔에 사용될 것으로 고려되었다. (NV1 그래픽 카드에는 2개의 세가 새턴 게임패드 포트가 통합되어 있어 새턴 타이틀을 NV1 카드로 쉽게 이식하고 동일한 게임 플레이 경험을 할 수 있었다.) 그러나 새턴과 NV1의 3D 렌더링 아키텍처에 대한 경험은 결국 회사가 2차 곡면 3D 렌더링 아키텍처를 완전히 포기하고, 삼각형 기본 도형을 기반으로 하는 보다 전통적인 아키텍처를 선호하게 만들었다.
성숙해가는 2차 곡면 순방향 텍스처 매핑 기술을 고수하려는 엔비디아의 강한 열망은 세가와 엔비디아 간의 큰 마찰의 원인이었다. 그 중 하나는 의심할 여지 없이 세가의 PC 게임 부문이었다. 2차 곡면 3D 게임 엔진은 당시 거의 모든 다른 3D 그래픽 하드웨어(모두 삼각형 기본 도형과 역방향 텍스처 매핑을 사용함)로 이식하기가 매우 어려웠을 것이다. 더 중요하게는, 소비자 3D 하드웨어가 아직 초기 단계였지만, 업계 내에서는 삼각형 기본 도형과 역방향 텍스처 매핑이 앞으로 표준이 될 것이라는 일반적인 합의가 있었다. 세가는 결국 NEC/비디오로직의 PowerVR2를 드림캐스트 콘솔의 3D 그래픽 엔진으로 선택했다.
세가의 수요가 없었고, OpenGL과 DirectX 기반의 삼각형 폴리곤의 인기로 인해 PC 시장이 쿼드 텍스처 매핑에서 급격히 방향을 틀면서, 엔비디아는 NV2의 추가 개발을 포기하고 새로운 아키텍처인 "NV3" 또는 리바 128을 개발하기 시작했다.

## 지원 게임
- 배틀 아레나 토신덴
- 데이토나 USA (일본 출시)
- 디센트: 데스티네이션 새턴
- NASCAR 레이싱
- 판처 드라군
- 소닉 엑스트림 (취소됨)
- 트위스티드 메탈 (일본 출시)
- 버추어 파이터 리믹스
- 버추어캅

## 칩셋 표
| 모델     | 출시            | 암호명 | 제조 (nm)  | 트랜지스터 (백만 개) | 다이 크기 (mm2) | 버스 인터페이스 | 코어 클럭 (MHz) | 메모리 클럭 (MHz) | 코어 구성 | 필레이트      | 필레이트  | 필레이트  | 필레이트    | 메모리    | 메모리        | 메모리       | 메모리           | TDP (와트) | 최신 API 지원 | 최신 API 지원 |
| 모델     | 출시            | 암호명 | 제조 (nm)  | 트랜지스터 (백만 개) | 다이 크기 (mm2) | 버스 인터페이스 | 코어 클럭 (MHz) | 메모리 클럭 (MHz) | 코어 구성 | MOperations/s | MPixels/s | MTexels/s | MVertices/s | 크기 (MB) | 대역폭 (GB/s) | 버스 종류    | 버스 너비 (비트) | TDP (와트) | Direct3D      | OpenGL        |
| -------- | --------------- | ------ | ---------- | -------------------- | --------------- | --------------- | --------------- | ----------------- | --------- | ------------- | --------- | --------- | ----------- | --------- | ------------- | ------------ | ---------------- | ---------- | ------------- | ------------- |
| STG-2000 | 1995년 5월 22일 | NV1    | SGS 500 nm | 1                    | 90              | PCI             | 12 75           | 50 60             | 1:1:1     | 12            | 12        | 12        | 0           | 1 2 4     | 0.4 0.48      | FPM EDO VRAM | 64               | ?          | 1.0           | n/a           |

1. ↑  픽셀 파이프라인: 텍스처 매핑 유닛: 렌더 출력 유닛